# هپی کیلرز
هپی کیلرز (انگلیسی: Happy Killers؛‏ کره‌ای: 반가운 살인자) فیلم کمدی دلهره‌آور محصول کره جنوبی در سال ۲۰۱۰ است. این فیلم، اقتباس شده از داستان کوتاه معمایی با همین به نویسندگی سو می ئه در سال ۲۰۰۵ است.

## بازیگران
- کیم دونگ ووک در نقش کارآگاه چوی جونگ مین
- یو اوه سونگ در نقش کیم یونگ سوک
- شیم اون کیونگ در نقش کیم ها رین، دختر یونگ سوک
- کیم اونگ سو در نقش سرپرست تیم
- کیم سون هیوک در نقش کارآگاه ایم
- لی می دو در نقش جوکومی («webfoot octopus»)
- هان سونگ شیک در نقش توزیع کننده
- جین کیونگ در نقش می یونگ
- لی جه گو در نقش دوست یونگ سوک
- لی یول در نقش یی کیونگ
- تاک سونگ اون در نقش پرستار
- کوان بوم تک در نقش رئیس پلیس
- اوه یون سو در نقش مدل مجله
- سونگ جی رو در نقش راننده تاکسی (حضور افتخاری)
- سونگ اوک سوک در نقش مادر جونگ مین (حضور افتخاری)

## بازخورد
شیم اون کیونگ نامزدی جایزه بهترین بازیگر تازه‌کار زن در چهل و هفتمین جوایز ناقوس بزرگ و چهل و هفتمین جوایز هنری بکسانگ در سال ۲۰۱۱ را دریافت کرد.